# Selección de voleibol de Yugoslavia
La Selección de voleibol de Yugoslavia fue el equipo masculino de voleibol representativo de Yugoslavia en las competiciones internacionales organizadas por la Confederación Europea de Voleibol (CEV), la Federación Internacional de Voleibol (FIVB) o el Comité Olímpico Internacional (COI) hasta 1991.

## Historia
La selección de Yugoslavia existió hasta la disolución de Yugoslavia en 1991 y la creación de la República Federal de Yugoslavia cuya selección es considerada la heredera de la yugoslava por parte de la FIVB. 
Ha participado en los Jugos Olímpicos de Moscú 1980 clasificándose en sexta posición final tras acabar cuarta en el grupo B y perder la final por 5.º-6.º puesto ante Brasil.
Disputó cuatro mundiales entre 1956 y 1970 logrando la 8.ª plaza en dos ocasiones y 13 veces el campeonato Europeo, acabando en tercera posición la edición organizada en 1975 y la de 1979 (en ambas ocasiones terminando por detrás de Selección de voleibol de la Unión Soviética y de Polonia en la liguilla final).

## Historial
| \| - Tokío 1964: No clasificada - México 1968: No clasificada \| - Múnich 1972: No clasificada - Montreal 1976: No clasificada \| - Moscú 1980: 6.º - Los Ángeles 1984: No clasificada \| - Seúl 1988: No clasificada \| |                                                               |                                                      |                             |
| - Tokío 1964: No clasificada - México 1968: No clasificada | - Múnich 1972: No clasificada - Montreal 1976: No clasificada | - Moscú 1980: 6.º - Los Ángeles 1984: No clasificada | - Seúl 1988: No clasificada |

| \| - 1949: No clasificada - 1952: No clasificada - 1956: 10.º \| - 1960: No clasificada - 1962: 8.º - 1966: 8.º \| - 1970: 10.º - 1974: No clasificada - 1978: No clasificada \| - 1982: No clasificada - 1986: No clasificada - 1990: No clasificada \| |                                                |                                                            |                                                                      |
| - 1949: No clasificada - 1952: No clasificada - 1956: 10.º | - 1960: No clasificada - 1962: 8.º - 1966: 8.º | - 1970: 10.º - 1974: No clasificada - 1978: No clasificada | - 1982: No clasificada - 1986: No clasificada - 1990: No clasificada |

| Liga Mundial          |
| --------------------- |
| - Sin participaciones |

| \| - 1948: No clasificada - 1950: No clasificada - 1951: 5.º - 1955: 5.º - 1958: 7.º \| - 1963: 7.º - 1967: 7.º - 1971: 11.º - 1975: 3.º - 1977: 7.º \| - 1979: 3.º - 1981: 11.º - 1983: No clasificada - 1985: 11.º - 1987: 8.º \| - 1989: 8.º - 1991: 6.º \| |                                                              |                                                                          |                         |
| - 1948: No clasificada - 1950: No clasificada - 1951: 5.º - 1955: 5.º - 1958: 7.º | - 1963: 7.º - 1967: 7.º - 1971: 11.º - 1975: 3.º - 1977: 7.º | - 1979: 3.º - 1981: 11.º - 1983: No clasificada - 1985: 11.º - 1987: 8.º | - 1989: 8.º - 1991: 6.º |

| \| - 1965: 8.º - 1969: No clasificada \| - 1977: No clasificada - 1981: No clasificada \| - 1985: No clasificada - 1989: No clasificada \| - 1991: No clasificada \| |                                               |                                               |                        |
| - 1965: 8.º - 1969: No clasificada | - 1977: No clasificada - 1981: No clasificada | - 1985: No clasificada - 1989: No clasificada | - 1991: No clasificada |